# Кинашенко, Валерий Васильевич
Валерий Васильевич Кинашенко (укр. Валерій Васильович Кінашенко; 4 февраля 1964, Умань, Черкасская область, Украинская ССР, СССР) — советский и украинский футболист, полузащитник. Позже — футбольный тренер.

## Биография
Воспитанник киевского «Динамо», где его тренером был Александр Леонидов. Играл в дубле «Динамо». В 1984 году стал игроком ирпенского «Динамо», которое дебютировало во второй лиге. Команда была создана как фарм-клуб киевского «Динамо», где наставником был Виктор Каневский. На протяжении двух сезонов являлся игроком основного состава. В 1987 году играл за черниговскую «Десну». Окончил Киевский государственный институт физической культуры в 1989 году.
Кинашенко участвовал в первом розыгрыше первой лиги Украины в составе «Прибориста» из Мукачево. «Приборист» по итогам сезона занял второе место, уступив лишь ровенскому «Вересу», сам Кинашенко забил десять мячей и стал лучшим бомбардиром группы «А» вместе с россиянином Алексеем Снигиревым из «Вереса». В 1994 году в составе мироновской «Нивы» выступал в третьей лиге. После выступал в чемпионате Белоруссии за могилёвское «Торпедо». За команду провёл десять игр в турнире. С 1996 года по 1997 год играл во второй лиге Украины за «Нерафу» из Киевской области. Также играл за венгерскую команду «Штадлер».
По окончании карьеры футболиста перешёл на тренерскую работу. Являлся помощником тренера в бориспольском «Борисфене», иванофранковском «Факеле», полтавской «Ворскле», юношеской и молодежной сборных Украины (1981 и 1984 года рождения). Работал главным тренером «Борисфена-2» из Второй лиги Украины.
В 2003 году стал детским тренером в школе киевского «Динамо». В 2007 году с футболистами 1994 года рождения побеждал на турнирах в Бельгии и Франции. В 2010 году возглавлял команду четырнадцатилетних игроков, которые победили на турнире в Германии. Вместе с Виталием Хмельницким приводил футболистов 1998 года рождения к победе на Кубке памяти Олега Макарова. Тренировал детей 1999 года рождения. В марте 2012 года привёл своих подопечных к победе на международном турнире в Тирасполе. В июне 2012 года «динамовцы» 1998 года рождения под руководством Кинашенко и Хмельницкого стали серебряными призёрами детско-юношеской лиги Украины. В 2013 году привёл детей 1998 года рождения к четвёртому месту на Зимнем кубке в Санкт-Петербурге, а детей 2002 года рождения к победам на турнирах в Санкт-Петербурге и Киеве, а также к бронзе в Вильнюсе.
Среди его воспитанников Алексей Белик, Богдан Шершун, Андрей Пятов, Андрей Оберемко, Олег Карамушка, Максим Трусевич, Виталий Руденко, Максим Стоян, Андрей Смалько, Дмитрий Рыжук, Ярослав Прокипчук, Вадим Гриппа, Филипп Будковский, Дмитрий Хлёбас, Артур Рудько, Виталий Гемега, Евгений Шевченко, Артём Фаворов, Руслан Черненко и Никита Карташов.
В 2014 году перешёл работать детским тренером в «Арсенал-Киев». В октябре 2014 года получил диплом УЕФА категории «А».

## Достижения
- Серебряный призёр Первой лиги Украины (1): 1992